# Molynoptera multiguttata
Molynoptera multiguttata är en skalbaggsart som beskrevs av Ernst Gustav Kraatz 1897. Molynoptera multiguttata ingår i släktet Molynoptera och familjen Cetoniidae. Inga underarter finns listade i Catalogue of Life.